# Статус збереження екорегіону
Статус збереження — це критерій, що використовується в природоохоронній біології для оцінки ступеня зміни екологічного середовища та ступеня збереження середовища існування в межах екорегіону. Він використовується для встановлення природоохоронних пріоритетів.
Статус збереження та біологічні відмінності були двома шкалами, які Всесвітній фонд дикої природи (WWF) використав для розробки переліку високопріоритетних екорегіонів для збереження Global 200 та для оцінки природоохоронного фонду WWF в масштабі континентів (або біогеографічних областей) 
Екорегіони віднесені до однієї з трьох широких категорій: "критично уражені/загрожені" (CE), "вразливі" (V) або "відносно стабільні/відносно збережені" (RS) Індекс статусу збереженості Всесвітнього фонду природи визначається шляхом аналізу чотирьох факторів: .
- Втрата середовища існування - це відсоток природного середовища екорегіону, перетвореного на сільськогосподарські угіддя або міські території;
- Розмір природних блоків - виміри неперервних природних територій.у яких збережене середовище існування дикої природи;
- Фрагментація середовища існування - це ступінь фрагментації залишків природного середовища, виміряна як пропорція загального периметра залишків природних блоків до їх загальної площі;
- Природоохоронний статус середовища існування вимірює територію залишків природного середовища в заповідних зонах та ступінь захисту (категорії природоохоронних територій МСОП).

Додаткові фактори, які враховуються програмою Global 200, включають ступінь деградації природного середовища, який ступінь захисту необхідний, ступінь терміновості природоохоронних заходів та який саме тип захисту вже наявний, а який вимагається.